# Up All Night (Take That)
Up All Night è un singolo del gruppo musicale britannico Take That, secondo estratto dall'album The Circus, uscito il 2 marzo 2009 solo nel Regno Unito e in Irlanda.

## Interpretazioni dal vivo
I Take That hanno interpretato Up All Night varie volte, per esempio durante il loro Circus Tour.

## Tracce
Singolo CD
1. Up All Night – 3:24
2. 84 – 3:19

Singolo iTunes
1. Up All Night – 3:24
2. Up All Night (Video) – 3:34

## Classifiche
| Classifica (2009) | Posizione massima |
| ----------------- | ----------------- |
| Irlanda           | 14                |
| Regno Unito       | 14                |